# Salehuddin Abdul Aziz Shah

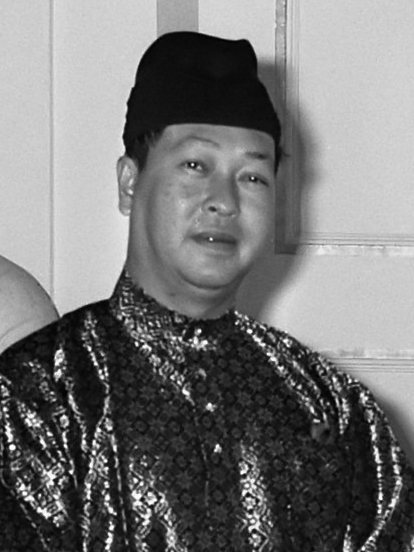
Salahuddin Abdul Aziz (1965)

Salehuddin Abdul Aziz Shah (Kuala Langat (Selangor), 8 maart 1926 - Kuala Lumpur, 21 november 2001) was de koning van Maleisië van 1999 tot aan zijn overlijden. Hij was de zoon van Sultan Hisamuddin en Tengku Ampuan Raja Jemaah.
De koning van Maleisië wordt om de vijf jaar gekozen - volgens een beurtrol - tussen de erfelijke vorsten van de negen deelstaten die Malaisië vormt. Salehuddin Abdul Aziz Shah was de elfde koning - of de Yang di-Pertuan Agong - die op deze manier werd gekozen.
Salehuddin Abdul Aziz Shah was sedert 1960 ook de achtste regerende sultan van Selangor. Hij was viermaal gehuwd en had 10 zonen en 4 dochters.